# 艾盖尔博奇
艾盖尔博奇，是匈牙利赫维什州所辖的一个村。总面积15.95平方公里，总人口547，人口密度34.3人/平方公里（2011年1月1日）。